# The Sainte Catherines
The Sainte Catherines est un groupe de punk rock/punk hardcore canadien, originaire de Montréal, au Québec. Le groupe effectue son dernier concert d'adieux en avril 2012.
The Sainte Catherines tournent avec des groupes tels que The Sub Hum Ans (Royaume-Uni), NOFX, Leatherface, Dead to Me, Leftover Crack et Yesterday's Ring. My Chemical Romance ont déjà fait leur première partie. JP Hearse du groupe INEPSY joue parfois de la basse avec eux.
Ils changent de compagnie de disques à chaque album. The Sainte Catherines est connu pour la fréquence de ses concerts et de nombreuses tournées aux États-Unis en Europe de l'Ouest et au Canada.

## Biographie
Le groupe est originellement formé en 1999 à Montréal, au Québec, sous le nom de Concrete Fongus. En 2000, le groupe s'inspire d'une des artères principales de Montréal, la rue Ste-Catherine, pour choisir son nouveau nom.
Leur troisième album studio, The Art of Arrogance, est publié au label local Dare to Care Records en 2003 et au label allemand Yo-Yo Records.
En 2006, le groupe publie son quatrième album, Dancing for Decadence. Il est publié aux États-Unis par Fat Wreck Chords. The Sainte Catherines est le premier groupe québécois à signer au label. En août 2006, The Sainte Catherines joue son 500e concert. Ils publient aussi le split 7" avec Fifth Hour Hero et Whiskey Sunday. En 2008, The Sainte Catherines remporte un GAMIQ Award dans la catégorie de « album punk de l'année ». Le groupe sort Fire Works le 26 octobre 2010 sur les labels Anchorless (États-Unis) et Stomp (Canada).
Ils se séparent en avril 2012, après leur tournée d'adieu avec |The Hunters. Ce dernier sera managé par Hugo Mudie et leur deuxième album sera produit par lui et Marc-André Beaudet. Le dernier concert prend place au Club Soda de Montréal le 27 avril.

## Projets parallèles
Le chanteur Hugo Mudie et le guitariste Fred Jacques forment le groupe country-folk Yesterday's Ring, un projet parallèle auquel se sont greffés tous les membres des Sainte Catherines à l'exception de Marc-André Beaudet. Le groupe Yesterday's Ring est en hiatus indéterminé depuis septembre 2010.
Hugo Mudie et Fred Jacques font de la musique ensemble en formule duo depuis juin 2011.  Leur album Miracles est prévu pour l'été 2012. Marc-André Beaudet est propriétaire du studio Le beat-box à Montréal et il s'occupe d'enregistrer des groupes amateurs ou non et fait aussi de la réalisation d'album. Hugo est aussi un disc jockey à ses heures. Il faisait également partie de Dare To Care Records avec Éli Bissonnette, mais il a dû s'en séparer pour se dédier entièrement à ses groupes. Il est aussi blogueur et invité à l'émission Débat critique sur les ondes de Musique Plus.

## Membres

### Derniers membres
- Hugo Mudie - voix
- Fred Jacques - guitare, chœurs
- Marc-André Beaudet - guitare, chœurs
- Louis Valiquette - guitare, chœurs

### Anciens membres
- Pablo Boerr - basse
- Guillaume Nadeau - basse
- Jef Roberge - batterie
- Mike Sokolyk - batterie
- Simon Poirier - guitare
- Francois « Frank » « Kick Up » Lessard - batterie
- Antoine Parent - basse
- Rich Bouthiller - batterie
- Luc Gagné - batterie
- Andrea Silver - batterie

## Discographie
- Those Stars for You
- The Machine Gets Under Way
- 2003 : The Art Of Arrogance
- 2004 : split 7 avec Fifth Hour Hero
- 2005 : split 7 avec Whiskey Sunday
- 2006 : Dancing For Decadence
- 2007 : The Soda Machine (CD+DVD)
- 2010 : Fire Works